# وحدة جيش التحرير الشعبي رقم 61398
وحدة جيش التحرير الشعبي رقم 61398 هي وحدة التهديد المتقدم الدائم في جيش التحرير الشعبي، يعتقد أنها مصدر الاختراقات الصينية لشبكات الحاسوب في مناطق مختلفة من العالم. 

## التاريخ
في 19 مايو 2014 أعلنت وزارة العدل الأمريكية أن هيئة محلفين اتحادية أدانت خمسة من ضباط الوحدة 61398 بتهمة سرقة معلومات سرية في قطاع الأعمال والملكية الفكرية من شركات تجارية أمريكية وكذلك زراعة برمجيات خبيثة على حواسيب هذه الشركات. التحليل الجنائي تتبع قاعدة عمليات الهجمات إلى بناية من 12 طابقًا على طريق داتونج في منطقة متعددة الاستخدامات في بودنج في شانغهاي. وكالات الاستخبارات في الولايات المتحدة تُعرف الوحدة بأسماء أخرى مثل «التهديد المتقدم الدائم 1» و«مجموعة  التعليقات» و«الصريح البيزنطي».
أشار تقرير لشركة مانديانت Mandiant المتخصصة في أمن الحاسوب إلى أن الوحدة 61398 يُعتقد بعملها تحت قيادة المكتب الثاني في دائرة الأركان العامة لجيش التحرير الشعبي، الدائرة الثالثة. وهناك أدلة على أنها تحتوي، أو أنها ذاتها، كيان تدعوه مانديانت APT1، وهو جزء من التهديد الدائم المتقدم الذي هاجم عدد كبير من الشركات والكيانات الحكومية حول العالم منذ 2006 على الأقل.

## إنكار الحكومة الصينية
أنكرت حكومة الصين مرارًا تورطها في الاختراقات. وفي ردها على تقرير مانديانت عن الوحدة 61398، قال متحدث باسم وزارة الخارجية الصينية أن هذه الادعاءات «غير مهنية».